# The Kanan Tape
The Kanan Tape è un mixtape del rapper statunitense 50 Cent, pubblicato il 9 dicembre 2015 tramite il suo sito ufficiale ThisIs50 e Datpiff.
Il mixtape è stato autoprodotto da 50 Cent tramite la sua etichetta G-Unit Records e include collaborazioni con Boosie Badazz, Post Malone, Sonny Digital e Young Buck.
La copertina è stata creata da Timo Albert.

## Antefatti
Il 13 ottobre 2015, 50 Cent ha annunciato di essere al lavoro su un progetto intitolato The Kanan Tape. Il titolo del mixtape è un riferimento al personaggio Kanan della serie tv Power, prodotta dallo stesso 50 Cent e trasmessa dalla Starz.

## Tracce
1. Nigga Nigga (feat. Boosie Badazz & Young Buck) – 4:42 (musica: BandPlay)
2. Too Rich for the Bitch – 3:01 (musica: London on da Track)
3. Body Bags – 4:23 (musica: The Alchemist)
4. Tryna Fuck Me Over (feat. Post Malone) – 2:43 (musica: Scoop DeVille)
5. I’m the Man (feat. Sonny Digital) – 3:55 (musica: Sonny Digital)
6. Burner on Me – 3:28 (musica: Colt 45)
7. On Everything – 2:52 (musica: !llmind)

## Campionamenti e annotazioni
- Body Bags campiona You Don’t Have to Worry delle Doris & Kelley, estratto da Focus: Original Motion Picture Soundtrack del 1967[5].
- La strumentale di Tryna Fuck Me Over è una versione modificata della strumentale di Off the Books dei The Beatnuts, estratta da Stone Crazy del 1997[6].
- I'm the Man è un remix di I'm the Man di Sonny Digital, estratta da Internet Traphouse 2 del 2014[7].

## Classifiche
| Classifica (2016)   | Posizione massima |
| ------------------- | ----------------- |
| UK R&B Albums (OCC) | 38                |